# Интернет-комплект
Интернет-комплект — готовый набор устройств, программного обеспечения и инструкций «в одной коробке», предназначенный для самостоятельного подключения пользователей к интернету. В интернет-комплект входит модем, установочное ПО и руководство пользователя. Первые интернет-комплекты в России получили распространение вместе с развитием GPRS. C усовершенствованием беспроводных технологий передач данных интернет-комплекты стали поддерживать сети GSM/EDGE/3G. Также операторы связи выпускают интернет-комплекты, предназначенные для подключения к интернету через телефонные линии связи.
Сегодня на рынке представлены следующие виды интернет-комплектов:
- Интернет-комплекты для мобильного интернета

Интернет-комплекты для мобильного интернета, как правило, содержат USB-модем и сим-карту, обеспечивающие подключение к интернету по заранее определённому тарифу того или иного оператора. Интернет-комплекты для мобильного интернета в России предлагают все крупные операторы сотовой связи.
- Интернет-комплекты WiMAX

Интернет-комплекты для подключения к WiMAX сети обычно включают: USB-модем, карту подключения, инструкцию по установке модема. Такие комплекты предлагают все операторы, разворачивающие сети WiMAX.
- Интернет-комплекты для фиксированного широкополосного доступа в Интернет

Интернет-комплект для фиксированного широкополосного доступа в Интернет позволяет пользователю подключиться к интернету по технологии ADSL. Такие интернет-комплекты обычно внедряются операторами, оказывающими услуги доступа на базе технологии ADSL.